# La Croixille
La Croixille – miejscowość i gmina we Francji, w regionie Kraj Loary, w departamencie Mayenne.
Według danych na rok 1990 gminę zamieszkiwały 482 osoby, a gęstość zaludnienia wynosiła 24 osób/km² (wśród 1504 gmin Kraju Loary La Croixille plasuje się na 850. miejscu pod względem liczby ludności, natomiast pod względem powierzchni na miejscu 549.).